# Le Peintre de la vie moderne

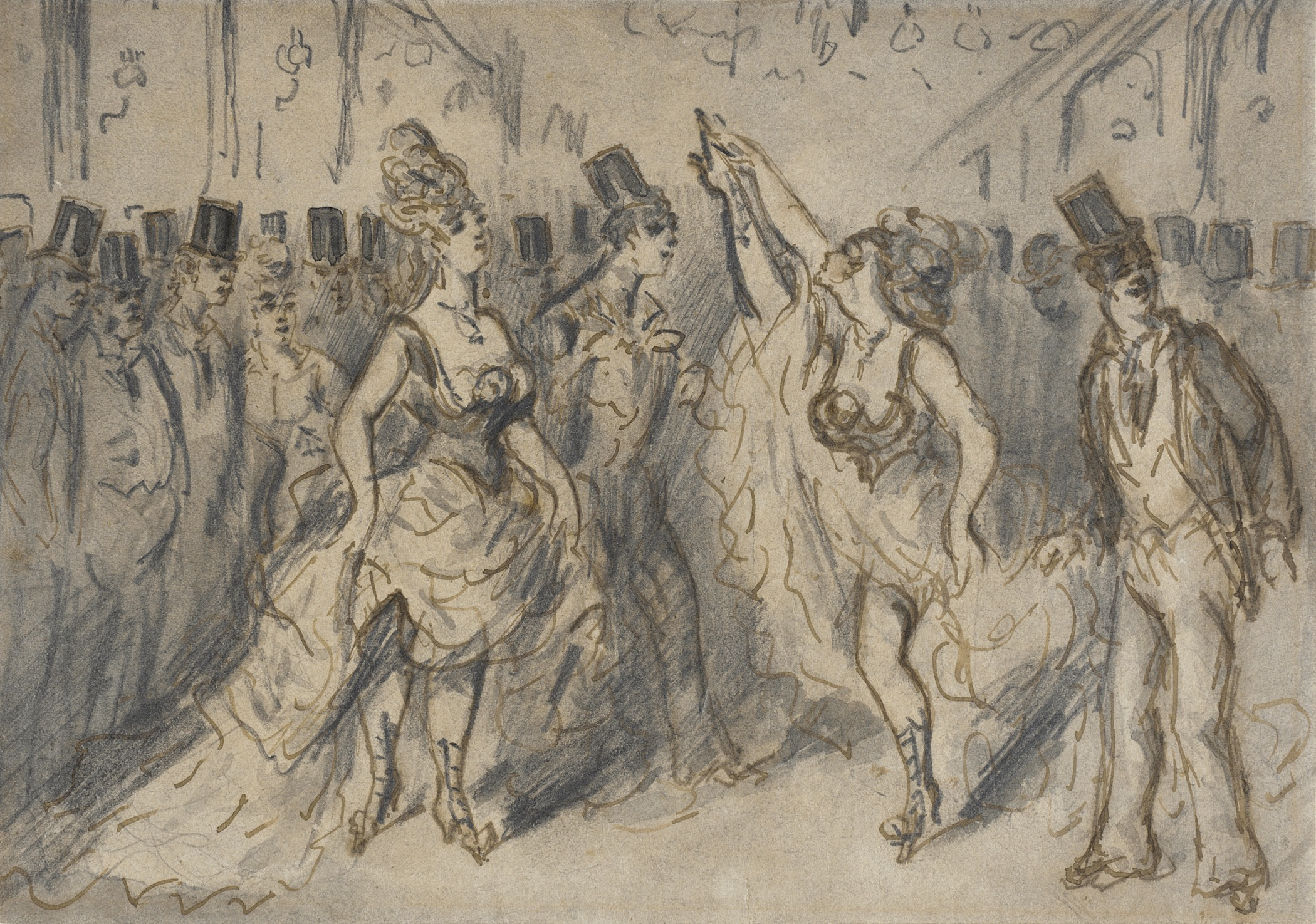
Le Chahut, dessin et aquarelle, env.. Constantin Guys, non daté. LACMA

Le Peintre de la vie moderne est un recueil d'essais de Baudelaire, traitant du peintre et dessinateur Constantin Guys. L'œuvre vise principalement à théoriser l'esthétique de l'impression instantanée et de la modernité.
Cette étude a été publiée en trois épisodes, les 26 et 29 novembre et le 3 décembre 1863, par Le Figaro, et en 1869 dans L'Art romantique.

## Constantin Guys et Baudelaire
Baudelaire découvre Guys et son oeuvre en 1859, année où il achète plusieurs de ses dessins. En 1861, il communique au ministère d'Etat un album de dessins de Guys pour aider celui-ci à obtenir une indemnité, mais l'ensemble de sa collection (2000 dessins) est saisie à cause de ses problèmes financiers.
Il lui dédie le poème Rêve parisien et lui offre un exemplaire de la deuxième édition des Fleurs du mal avec l'envoi suivant : "Témoignage d'amitié et d'admiration".

Guys est tant attaché à son anonymat qu'il se querelle avec Baudelaire lorsque celui-ci annonce son projet de lui rendre hommage dans un essai : 
Ah ! Guys ! Guys ! si vous saviez quelles douleurs il me cause ! Ce maniaque est un ouragan de modestie. Il m'a cherché querelle quand il a su que je voulais parler de lui. (Lettre à Poulet-Malassis du 16 décembre 1859)
Baudelaire et Guys flânent parfois ensemble à Paris ; on les voit ensemble au Casino, et peut-être dans des maisons closes.

## Contenu
- Le Beau, la Mode et le Bonheur
- Le Croquis de mœurs

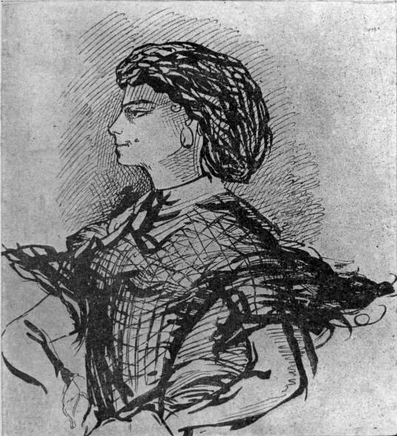
Hommage au peintre Constantin Guys, par Charles Baudelaire.

- L'Artiste, homme du monde, homme des foules et enfant
- La Modernité
- L'Art mnémonique
- Les Annales de la guerre
- Pompes et Solennités
- Le Militaire
- Le Dandy
- La Femme
- Éloge du maquillage
- Les Femmes et les Filles
- Les Voitures

## Analyse
Le texte de Baudelaire est bien plus qu'une simple critique de Constantin Guys :
Quelle qu'ait été l'admiration de celui-ci [Baudelaire] pour Guys, l'artiste a surtout été pour le critique-poète un prétexte, le germe au moyen duquel Baudelaire a cristallisé une nouvelle esthétique, celle de l'esquisse, de la fixation de l'impression instantanée grâce à la précision et à la rapidité de l'exécution. (Claude Pichois)
Les idées transmises dans Le peintre de la vie moderne ont été rapprochées de celles qu'on trouve dans son poème Le Cygne et À une passante. 